# Anna Opavská (1515)
Anna Opavská († kolem 15. srpna 1515) byla dcera Viléma I. Opavského a Salomeny z Častolovic, abatyše cisterciáckého kláštera v Trzebnici.
Anna vstoupila do trzebnického kláštera a v roce 1469 se stala jeho abatyší. Tento úřad zastávala až do své smrti. V její době ovšem na klášter dolehlo mnoho nešťastných událostí. V letech 1474-1475 byl zničen vojsky Matyáše Korvína, v roce 1483 během epidemie zemřelo 11 sester, v roce 1486 klášter vyhořel. Lepší časy ovšem nakonec přišly. 24. června 1493 potvrdil Vladislav Jagellonský klášteru různá privilegia.